# 拜布濟夫卡
48°07′06″N 29°53′55″E / 48.11833°N 29.89861°E
拜布濟夫卡（烏克蘭語：Байбузівка）是位於烏克蘭西南部的村莊，由敖德萨州波季利斯克区的薩夫蘭市鎮負責管轄。該村始建於1798年，面積5.06平方公里，海拔高度99米，2001年人口1,056。